# Stierkäfer

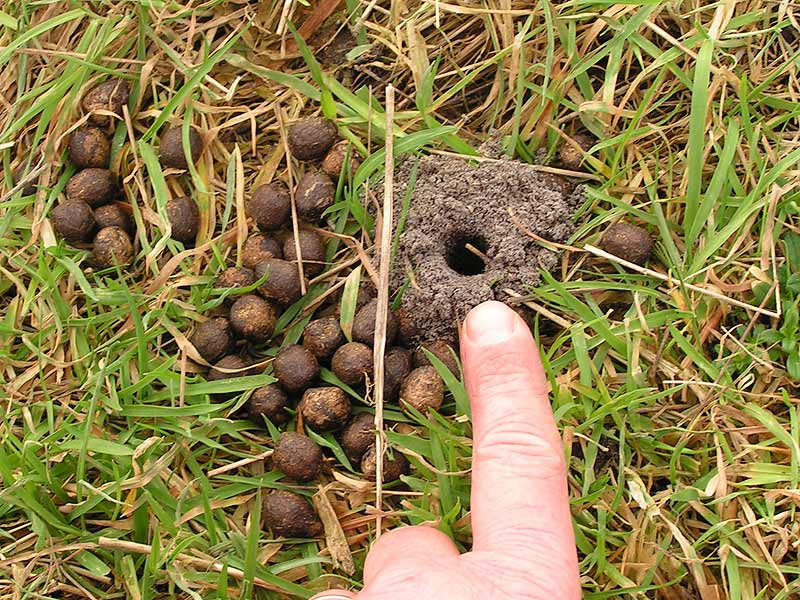
Eingang zu einer Brutkammer

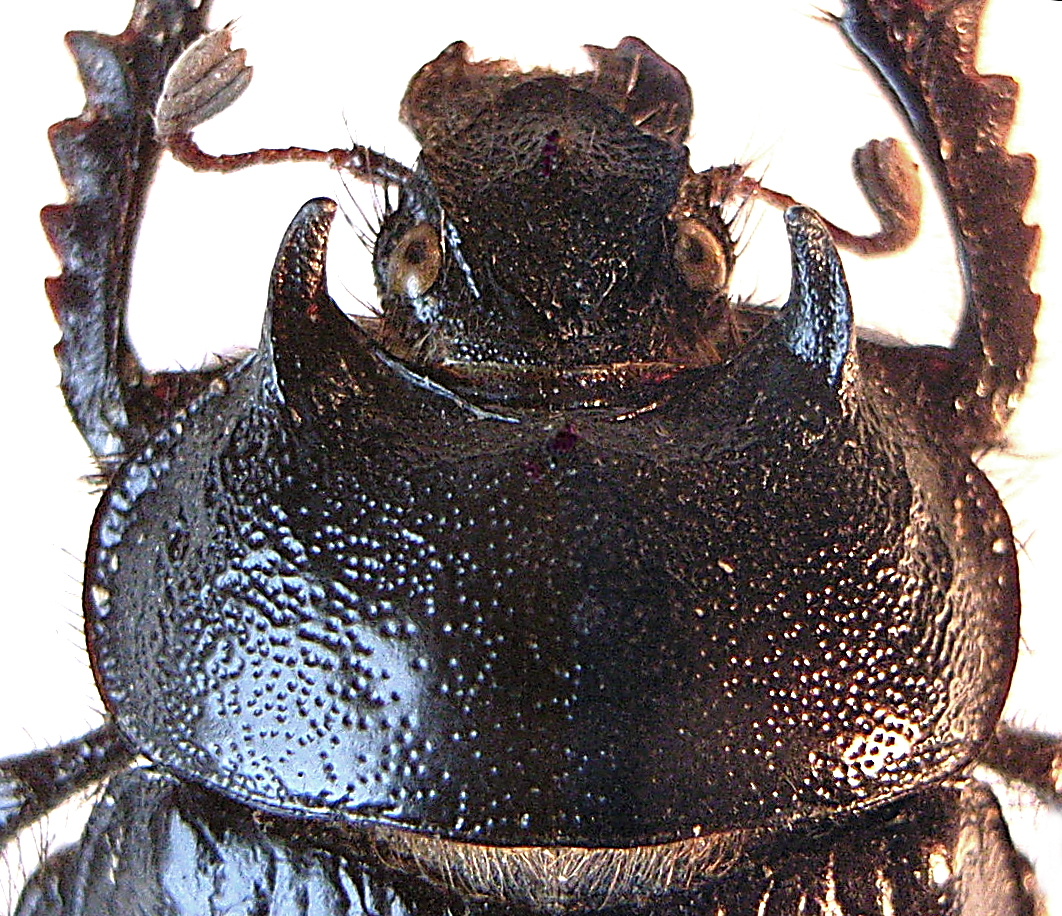
Detail, Weibchen mit schwach ausgebildeten Höckern

Der Stierkäfer (Typhaeus typhoeus) ist ein Käfer aus der Familie der Mistkäfer (Geotrupidae). Benannt ist er nach altgriechisch Τυφωεύς (auch Typhōn), einem Ungeheuer der altgriechischen Mythologie.

## Merkmale
Stierkäfer werden 15 bis 24 Millimeter lang. Sie sind am ganzen Körper schwach glänzend und schwarz gefärbt. Die Form des Körpers ist gedrungen und nach oben gewölbt. Auf den Deckflügeln kann man Längsrillen mit Punkten erkennen. An jedem Bein befindet sich eine Vielzahl kleiner Dornen. Zwischen den beiden Geschlechtern ist ein deutlicher Sexualdimorphismus erkennbar. Charakteristisch für die Männchen sind drei hornartige Auswüchse am Halsschild. Die beiden außen liegenden Fortsätze sind lang, der in der Mitte ist kurz. Die Weibchen besitzen nur einige spitze Höcker an deren Stelle (Bild).

## Vorkommen
Die Tiere sind in Europa und Nordafrika lokal verbreitet. Sie bewohnen sandige Böden in lichten Kiefernwäldern oder sandige Heidegebiete. Stierkäfer sind inzwischen selten geworden, können lokal jedoch häufig auftreten. In Deutschland stehen sie unter Naturschutz. Die erwachsenen Käfer werden selten gefunden, viel auffälliger sind die offenen, kreisrunden, ca. 1 cm großen Eingänge der Wohn- und Brutkammern, die an vegetationsfreien Bodenstellen zu finden sind.

## Lebensweise
Die Käfer ernähren sich vom Kot pflanzenfressender Tiere, bevorzugt von dem von Kaninchen und kleinen Wiederkäuern wie Schafen und Rehen. Nach der Paarung graben die Tiere eine etwa ein- bis eineinhalb Meter lange Röhre in die Erde, von der aus mehrere Seitengänge abzweigen, die jeweils in einer Kammer enden. Es wird Kot eingebracht, der in der Kammer zu einer Pille geformt wird. Daraufhin legt das Weibchen die Eier neben diese Pille; nicht direkt darauf, wie es bei anderen Mistkäferarten üblich ist. Stierkäfer sind auch im Herbst und Winter aktiv, solange der Oberboden nicht gefroren ist. Die geschlüpften Larven ernähren sich von den Kotvorräten. Nach etwa einem Jahr verpuppen sie sich.

## Insekt des Jahres
Der Stierkäfer wurde vom Senckenberg Deutsches Entomologisches Institut zum Insekt des Jahres 2024 ernannt.